# Louvois
Louvois ist eine ehemalige Gemeinde im französischen Département Marne in der Verwaltungsregion Grand Est. Die Ortschaft wurde mit Wirkung vom 1. Januar 2016 mit Tauxières-Mutry zur Commune nouvelle Val de Livre zusammengelegt. Nachbarorte von Louvois sind Ludes im Nordwesten, Mailly-Champagne und Verzenay im Norden, Verzy im Nordosten, Ambonnay im Osten, Bouzy im Südosten, Tours-sur-Marne im Süden und Fontaine-sur-Ay und Ville-en-Selve im Westen.  

## Bevölkerungsentwicklung
| Jahr      | 1962 | 1968 | 1975 | 1982 | 1990 | 1999 | 2008 | 2015 |
| --------- | ---- | ---- | ---- | ---- | ---- | ---- | ---- | ---- |
| Einwohner | 299  | 317  | 317  | 362  | 365  | 356  | 344  | 322  |

## Sehenswürdigkeiten
- Schloss Louvois, Monument historique seit 2015
- Kirche Saint-Hippolyte
- Windmühle

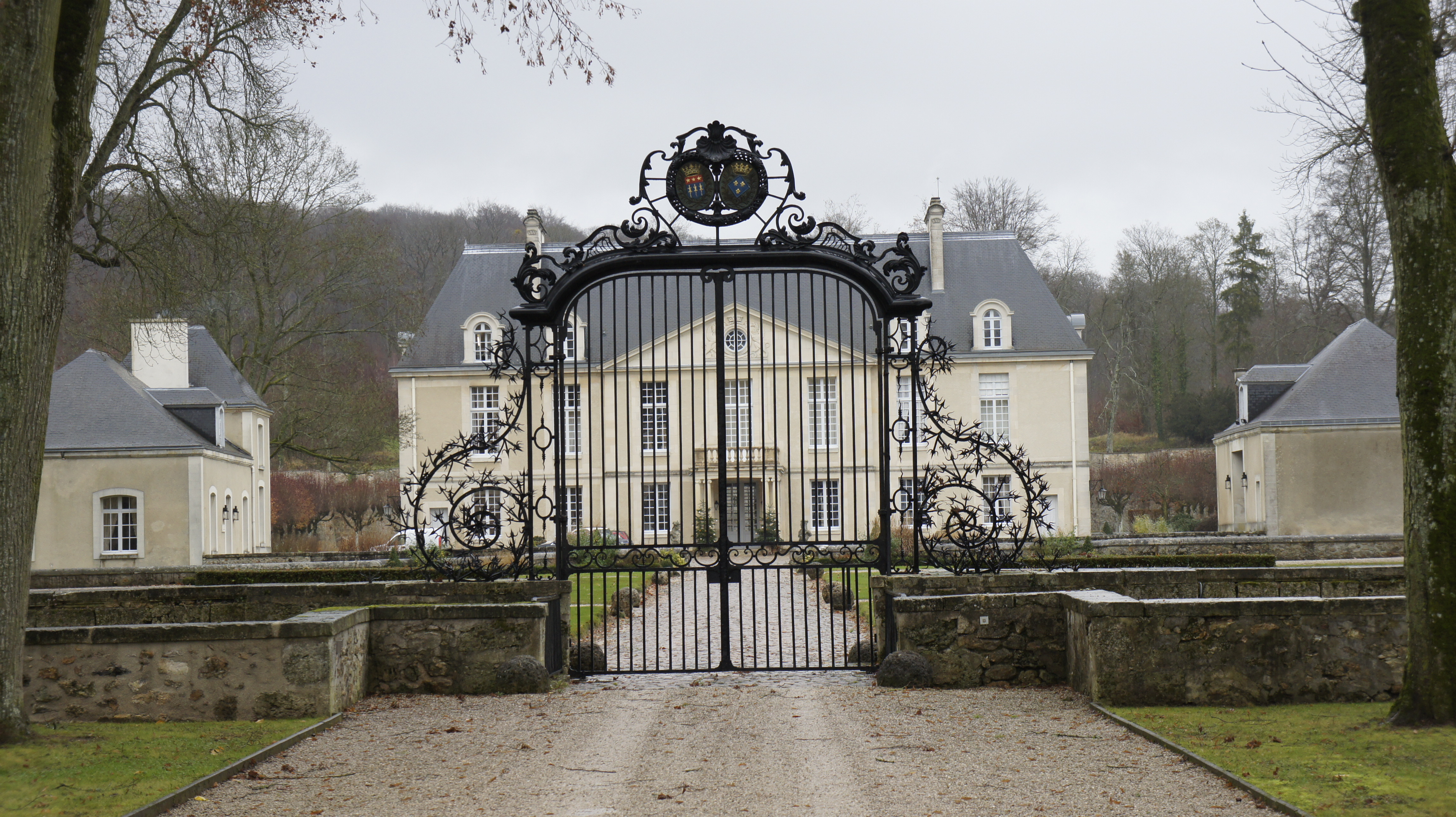
Schloss von Louvois
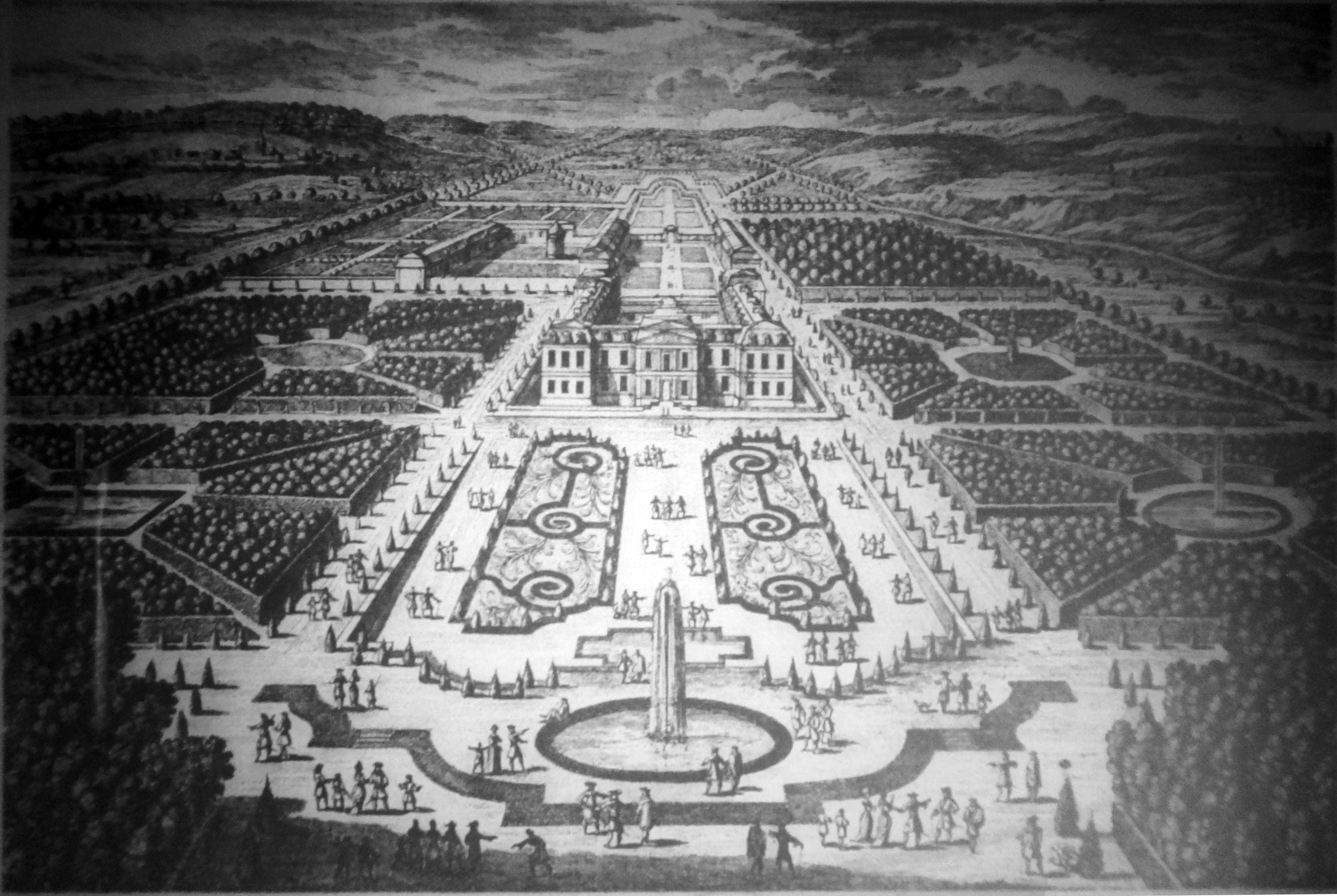
Schlosspark
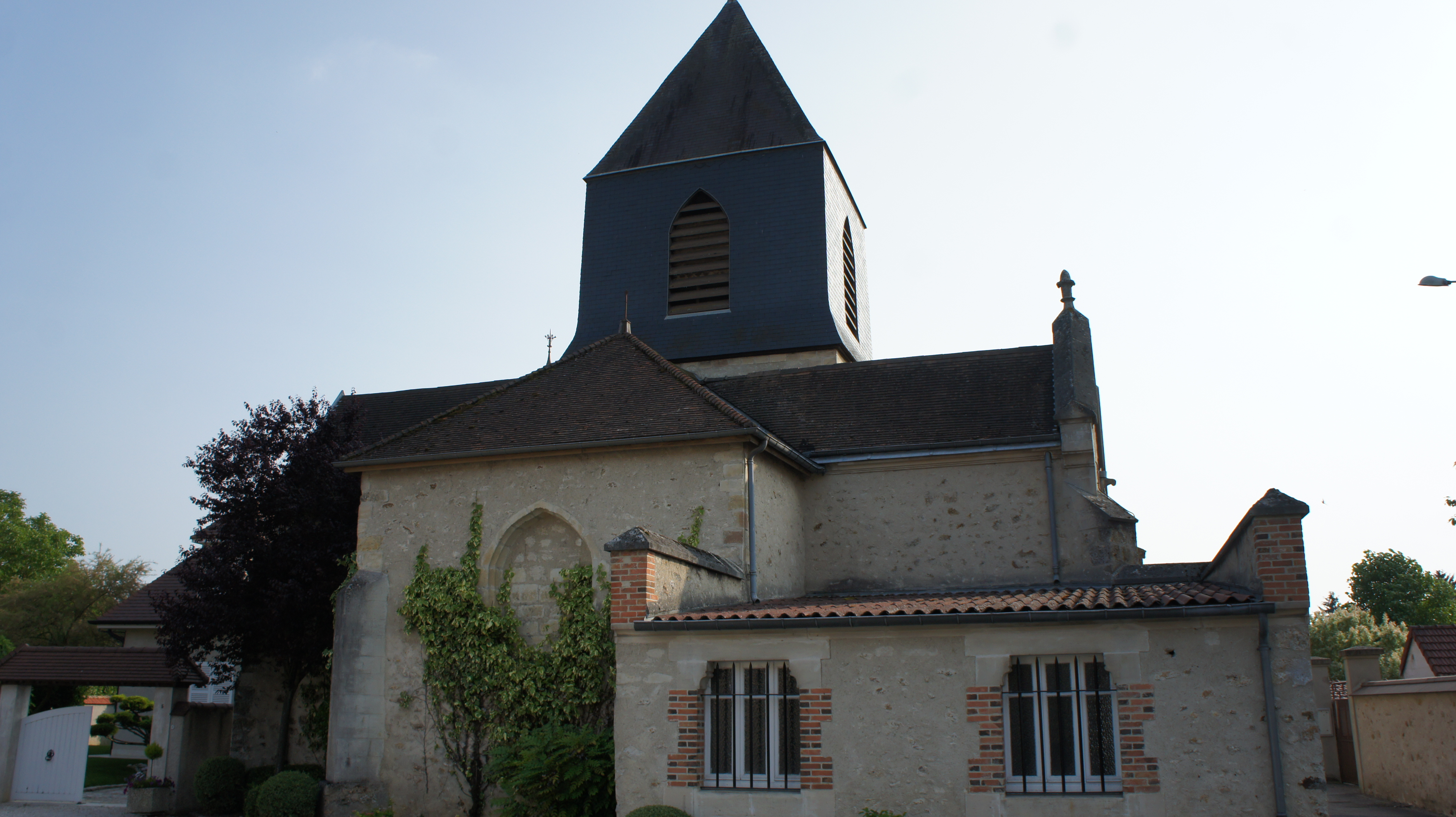
Kirche Saint-Hippolyte
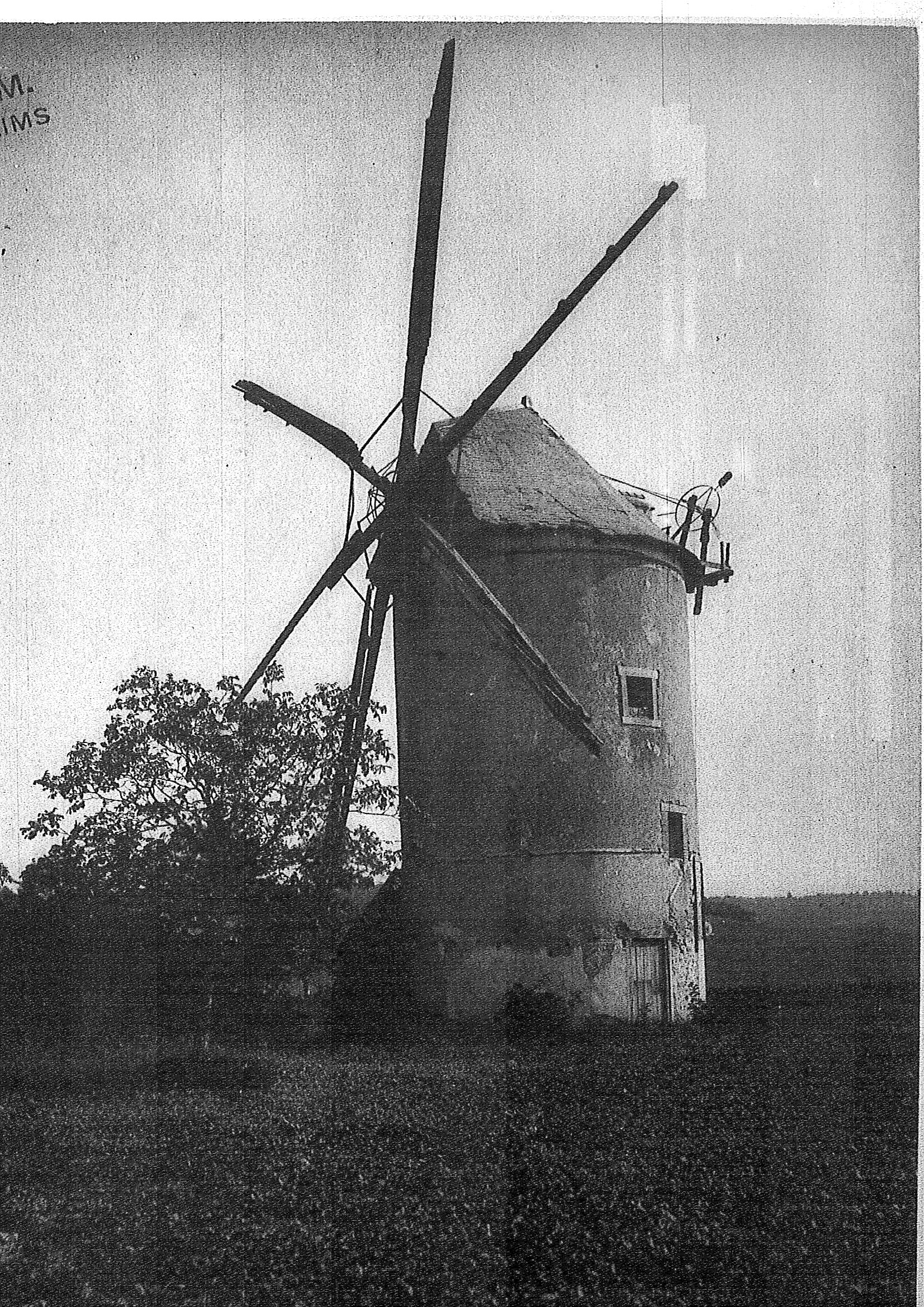
Windmühle